# Cúp bóng đá Nam Mỹ 2015
Cúp bóng đá Nam Mỹ 2015, hay còn gọi là Copa América 2015, là giải đấu lần thứ 44 của Cúp bóng đá Nam Mỹ - giải quốc tế chính thức của các đội tuyển quốc gia ở Nam Mỹ được tổ chức tại Chile. Giải này được tổ chức bởi CONMEBOL và bắt đầu từ ngày 11 tháng 6 cho đến ngày 4 tháng 7 năm 2015. Uruguay là đương kim vô địch. Giải đấu có 12 đội tuyển tham dự, trong đó Jamaica và México là 2 đội khách mời từ CONCACAF.
Chile giành chức vô địch Copa América đầu tiên sau khi vượt qua Argentina 4–1 ở loạt sút luân lưu 11m sau 120 phút thi đấu chung kết với tỉ số hòa 0–0. Chile trở thành đại diện của Nam Mỹ dự Cúp Liên đoàn các châu lục 2017 diễn ra tại Nga.

## Chủ nhà
Ban đầu, giải đấu được tổ chức tại Brasil, theo lời đề nghị từ Liên đoàn bóng đá Brasil (CBF) vào tháng 2 năm 2011 theo chính sách xoay vòng tổ chức giải đấu của CONMEBOL. Tuy nhiên, do phải tập trung cho các sự kiện thể thao lớn như Cúp Liên đoàn các châu lục 2013, giải bóng đá vô địch thế giới 2014 và Thế vận hội Mùa hè 2016, Brasil quyết định từ bỏ quyền đăng cai Copa América. Chủ tịch CONMEBOL Nicolas Leoz đưa ra sáng kiến tổ chức giải đấu tại México (mặc dù nước này không phải là thành viên của CONMEBOL) như một phần trong việc kỉ niệm thế kỷ của Liên đoàn. Liên đoàn bóng đá Brasil và Chile đã thảo luận về việc trao đổi quyền đăng cai giải đấu của 2 quốc gia. Tháng 5 năm 2012, việc trao đổi quyền tổ chức giải đấu chính thức được thông qua.

## Địa điểm
Có tất cả chín sân vận động tại 8 thành phố được sử dụng tại giải đấu. Hầu hết được nâng cấp hoặc xây lại
| AntofagastaConcepciónLa SerenaRancaguaSantiagoTemucoValparaísoViña del MarCúp bóng đá Nam Mỹ 2015 (Chile) | Santiago                             | Santiago                         | Concepción                        |
| --- | ------------------------------------ | -------------------------------- | --------------------------------- |
| AntofagastaConcepciónLa SerenaRancaguaSantiagoTemucoValparaísoViña del MarCúp bóng đá Nam Mỹ 2015 (Chile) | Sân vận động Quốc gia                | Sân vận động tượng đài           | Sân vận động Thành phố Concepción |
| AntofagastaConcepciónLa SerenaRancaguaSantiagoTemucoValparaísoViña del MarCúp bóng đá Nam Mỹ 2015 (Chile) | Sức chứa: 48.745                     | Sức chứa: 47.347                 | Sức chứa: 30.448                  |
| AntofagastaConcepciónLa SerenaRancaguaSantiagoTemucoValparaísoViña del MarCúp bóng đá Nam Mỹ 2015 (Chile) |                                      |                                  |                                   |
| AntofagastaConcepciónLa SerenaRancaguaSantiagoTemucoValparaísoViña del MarCúp bóng đá Nam Mỹ 2015 (Chile) | Viña del Mar                         | Antofagasta                      | Valparaíso                        |
| AntofagastaConcepciónLa SerenaRancaguaSantiagoTemucoValparaísoViña del MarCúp bóng đá Nam Mỹ 2015 (Chile) | Sân vận động Sausalito               | Sân vận động Khu vực Antofagasta | Sân vận động Elías Figueroa       |
| AntofagastaConcepciónLa SerenaRancaguaSantiagoTemucoValparaísoViña del MarCúp bóng đá Nam Mỹ 2015 (Chile) | Sức chứa: 22.360                     | Sức chứa: 21.170                 | Sức chứa: 21.113                  |
| AntofagastaConcepciónLa SerenaRancaguaSantiagoTemucoValparaísoViña del MarCúp bóng đá Nam Mỹ 2015 (Chile) |                                      |                                  |                                   |
| AntofagastaConcepciónLa SerenaRancaguaSantiagoTemucoValparaísoViña del MarCúp bóng đá Nam Mỹ 2015 (Chile) | Temuco                               | La Serena                        | Rancagua                          |
| AntofagastaConcepciónLa SerenaRancaguaSantiagoTemucoValparaísoViña del MarCúp bóng đá Nam Mỹ 2015 (Chile) | Sân vận động Thành phố Germán Becker | Sân vận động La Portada          | Sân vận động El Teniente          |
| AntofagastaConcepciónLa SerenaRancaguaSantiagoTemucoValparaísoViña del MarCúp bóng đá Nam Mỹ 2015 (Chile) | Sức chứa: 18.413                     | Sức chứa: 18.243                 | Sức chứa: 13.849                  |
| AntofagastaConcepciónLa SerenaRancaguaSantiagoTemucoValparaísoViña del MarCúp bóng đá Nam Mỹ 2015 (Chile) |                                      |                                  |                                   |

## Các đội tham dự

Bản đồ các quốc gia tham dự Copa América 2015.

México và Nhật Bản ban đầu được mời tham dự cùng 10 quốc gia CONMEBOL ở giải đấu. Nhật Bản từ chối lời mời, nên Trung Quốc được mời thay thế, nhưng sau đó rút lui do vướng lịch thi đấu vòng loại World Cup 2018 diễn ra cùng thời điểm. Vào tháng 5 năm 2014, thông báo đưa ra rằng Liên đoàn bóng đá Jamaica chấp nhận lời mời tham dự giải.
| Argentina       | Colombia            | Paraguay                    |
| Bolivia         | Ecuador             | Perú                        |
| Brasil          | Jamaica (khách mời) | Uruguay (đương kim vô địch) |
| Chile (chủ nhà) | México (khách mời)  | Venezuela                   |

## Bốc thăm và hạt giống
Lễ bốc thăm lúc đầu dự kiến được tổ chức vào ngày 27 tháng 10 năm 2014 tại Viña del Mar, nhưng sau đó được dời đến ngày 24 tháng 11. 12 đội sẽ được chia làm 3 bảng.
CONMEBOL công bố 4 nhóm hạt giống vào ngày 10 tháng 11 năm 2014. Nhóm hạt giống số 1 bao gồm chủ nhà Chile (mặc định vị trí A1), cùng với Argentina và Brasil. 9 đội còn lại sẽ xếp theo thứ tự của bảng xếp hạng FIFA được công bố vào ngày 23 tháng 11 năm 2014. Ngày 23 tháng 11 năm 2014, CONMEBOL tiết lộ rằng Argentina và Brasil sẽ lần lượt ở vị trí B1 và C1.
| Nhóm 1                                            | Nhóm 2                                   | Nhóm 3                                   | Nhóm 4                                         |
| ------------------------------------------------- | ---------------------------------------- | ---------------------------------------- | ---------------------------------------------- |
| Chile (13) (chủ nhà) · Argentina (2) · Brasil (6) | Colombia (3) · Uruguay (8) · México (17) | Ecuador (27) · Perú (54) · Paraguay (76) | Venezuela (85) · Bolivia (103) · Jamaica (113) |

## Cầu thủ tham dự
Tất cả các đội tuyển đều phải đăng ký 23 cầu thủ (trong đó có 3 thủ môn) và chốt hạn danh sách đến ngày 1 tháng 6, 2015.

## Trọng tài

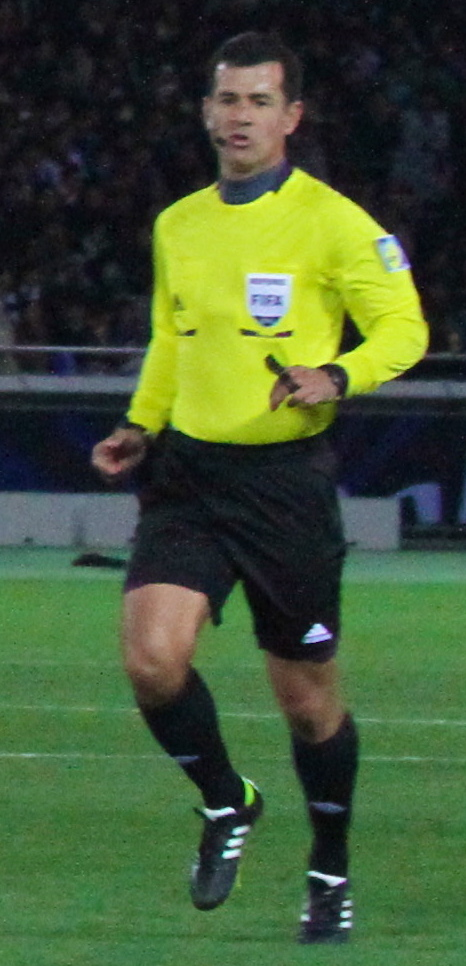
Trọng tài Carlos Vera sẽ bắt chính một số trận đấu của Copa América 2015

Source:
| Quốc gia    | Trọng tài                                 | Trợ lý trọng tài                             | Giám sát trận đấu                                                                                    |
| ----------- | ----------------------------------------- | -------------------------------------------- | --- |
| Argentina   | Néstor Pitana                             | Hernan Maidana Juan Pablo Belatti            | Chile-Ecuador (Bảng A) Colombia-Peru (Bảng C)                                                        |
| Bolivia     | Raúl Orosco                               | Javier Bustillos Juan P. Montaño             | Peru v Venezuela (Bảng C) Peru-Paraguay (Tranh hạng ba)                                              |
| Brasil      | Sandro Ricci                              | Emerson De Carvalho Fabio Pereira            | Argentina-Uruguay (Bảng B) Chile-Uruguay (Tứ kết) Argentina-Paraguay (Bán kết)                       |
| Chile       | Enrique Osses Jorge Osorio Julio Bascuñán | Carlos Astroza Marcelo Barraza Raúl Orellana | Osses-Astroza-Barraza: Brasil-Colombia (Bảng C) Bascuñán-Astroza-Barraza: Argentina-Jamaica (Bảng B) |
| Colombia    | Wilmar Roldán                             | Alexander Guzmán Cristian De La Cruz         | Argentina-Paraguay (Bảng B) Bolivia-Peru (Tứ kết) Chile-Argentina (Chung kết)                        |
| Ecuador     | Carlos Vera                               | Christian Lescano Byron Romero               | Paraguay-Jamaica (Bảng B)                                                                            |
| Paraguay    | Enrique Cáceres                           | Rodney Aquino Carlos Cáceres                 | Chile-México (Bảng A) Brazil-Venezuela (Bảng C)                                                      |
| Perú        | Víctor Hugo Carrillo                      | César Escano Johnny Bossio                   | Mexico-Bolivia (Bảng A)                                                                              |
| Uruguay     | Andrés Cunha                              | Mauricio Espinosa Carlos Pastorino           | Colombia-Venezuela (Bảng C) Chile-Bolivia (Bảng A) Brasil-Paraguay (Tứ kết)                          |
| Venezuela   | José Argote                               | Jorge Urrego Jairo Romero                    | Uruguay-Jamaica (Bảng B) México-Ecuador (Bảng A) Chile-Peru (Bán kết)                                |
| El Salvador | Joel Aguilar                              | Garnet Page Ricardo Morgan                   | Ecuador-Bolivia (Bảng A)                                                                             |
| México      | Roberto García Orozco                     | José Luis Camargo Marvin Torrentera          | Brazil-Peru (Bảng C) Uruguay-Paraguay (Bảng B) Argentina-Colombia (Tứ kết)                           |

- Trọng tài bắt chính trận chung kết.

## Vòng bảng
Giờ thi đấu tính theo giờ địa phương (UTC−4).

### Bảng A
| VT | Đội       | ST | T | H | B | BT | BB | HS | Đ | Kết quả vòng bảng                       |
| -- | --------- | -- | - | - | - | -- | -- | -- | - | --------------------------------------- |
| 1  | Chile (H) | 3  | 2 | 1 | 0 | 10 | 3  | +7 | 7 | Giành quyền vào vòng đấu loại trực tiếp |
| 2  | Bolivia   | 3  | 1 | 1 | 1 | 3  | 7  | −4 | 4 | Giành quyền vào vòng đấu loại trực tiếp |
| 3  | Ecuador   | 3  | 1 | 0 | 2 | 4  | 6  | −2 | 3 |                                         |
| 4  | México    | 3  | 0 | 2 | 1 | 4  | 5  | −1 | 2 |                                         |

| 11 tháng 6 năm 2015 |     |         |                                         |
| Chile               | 2–0 | Ecuador | Sân vận động quốc gia, Santiago         |
| 12 tháng 6 năm 2015 |     |         |                                         |
| México              | 0–0 | Bolivia | Sân vận động Sausalito, Viña del Mar    |
| 15 tháng 6 năm 2015 |     |         |                                         |
| Ecuador             | 2–3 | Bolivia | Sân vận động Elías Figueroa, Valparaíso |
| Chile               | 3–3 | México  | Sân vận động quốc gia, Santiago         |
| 19 tháng 6 năm 2015 |     |         |                                         |
| México              | 1–2 | Ecuador | Sân vận động El Teniente, Rancagua      |
| Chile               | 5–0 | Bolivia | Sân vận động quốc gia, Santiago         |

### Bảng B
| VT | Đội       | ST | T | H | B | BT | BB | HS | Đ | Kết quả vòng bảng                       |
| -- | --------- | -- | - | - | - | -- | -- | -- | - | --------------------------------------- |
| 1  | Argentina | 3  | 2 | 1 | 0 | 4  | 2  | +2 | 7 | Giành quyền vào vòng đấu loại trực tiếp |
| 2  | Paraguay  | 3  | 1 | 2 | 0 | 4  | 3  | +1 | 5 | Giành quyền vào vòng đấu loại trực tiếp |
| 3  | Uruguay   | 3  | 1 | 1 | 1 | 2  | 2  | 0  | 4 | Giành quyền vào vòng đấu loại trực tiếp |
| 4  | Jamaica   | 3  | 0 | 0 | 3 | 0  | 3  | −3 | 0 |                                         |

| 13 tháng 6 năm 2015 |     |          |                                                   |
| Uruguay             | 1–0 | Jamaica  | Sân vận động Regional de Antofagasta, Antofagasta |
| Argentina           | 2–2 | Paraguay | Sân vận động La Portada, La Serena                |
| 16 tháng 6 năm 2015 |     |          |                                                   |
| Paraguay            | 1–0 | Jamaica  | Sân vận động Regional de Antofagasta, Antofagasta |
| Argentina           | 1–0 | Uruguay  | Sân vận động La Portada, La Serena                |
| 20 tháng 6 năm 2015 |     |          |                                                   |
| Uruguay             | 1–1 | Paraguay | Sân vận động La Portada, La Serena                |
| Argentina           | 1–0 | Jamaica  | Sân vận động Sausalito, Viña del Mar              |

### Bảng C
| VT | Đội       | ST | T | H | B | BT | BB | HS | Đ | Kết quả vòng bảng                       |
| -- | --------- | -- | - | - | - | -- | -- | -- | - | --------------------------------------- |
| 1  | Brasil    | 3  | 2 | 0 | 1 | 4  | 3  | +1 | 6 | Giành quyền vào vòng đấu loại trực tiếp |
| 2  | Perú      | 3  | 1 | 1 | 1 | 2  | 2  | 0  | 4 | Giành quyền vào vòng đấu loại trực tiếp |
| 3  | Colombia  | 3  | 1 | 1 | 1 | 1  | 1  | 0  | 4 | Giành quyền vào vòng đấu loại trực tiếp |
| 4  | Venezuela | 3  | 1 | 0 | 2 | 2  | 3  | −1 | 3 |                                         |

| 14 tháng 6 năm 2015 |     |           |                                                  |
| Colombia            | 0–1 | Venezuela | Sân vận động El Teniente, Rancagua               |
| Brasil              | 2–1 | Perú      | Sân vận động Municipal Germán Becker, Temuco     |
| 17 tháng 6 năm 2015 |     |           |                                                  |
| Brasil              | 0–1 | Colombia  | Sân vận động Monumental David Arellano, Santiago |
| 18 tháng 6 năm 2015 |     |           |                                                  |
| Perú                | 1–0 | Venezuela | Sân vận động Elías Figueroa, Valparaíso          |
| 21 tháng 6 năm 2015 |     |           |                                                  |
| Colombia            | 0–0 | Perú      | Sân vận động Municipal Germán Becker, Temuco     |
| Brasil              | 2–1 | Venezuela | Sân vận động Monumental David Arellano, Santiago |

### Thứ tự các đội xếp thứ ba
| VT | Bg | Đội      | ST | T | H | B | BT | BB | HS | Đ | Giành quyền tham dự                     |
| -- | -- | -------- | -- | - | - | - | -- | -- | -- | - | --------------------------------------- |
| 1  | B  | Uruguay  | 3  | 1 | 1 | 1 | 2  | 2  | 0  | 4 | Giành quyền vào vòng đấu loại trực tiếp |
| 2  | C  | Colombia | 3  | 1 | 1 | 1 | 1  | 1  | 0  | 4 | Giành quyền vào vòng đấu loại trực tiếp |
| 3  | A  | Ecuador  | 3  | 1 | 0 | 2 | 4  | 6  | −2 | 3 |                                         |

## Vòng đấu loại trực tiếp
|  | Tứ kết                    | Tứ kết                  |                       |       | Bán kết       | Bán kết                |                        |  | Chung kết | Chung kết |
|  |                           |                         |                       |       |               |                        |                        |  |           |           |
|  | 24 tháng 6 – Santiago     |                         |                       |       |               |                        |                        |  |           |           |
|  |                           |                         |                       |       |               |                        |                        |  |           |           |
|  | Chile                     | 1                       |                       |       |               |                        |                        |  |           |           |
|  | Chile                     | 1                       | 29 tháng 6 – Santiago |       |               |                        |                        |  |           |           |
|  | Uruguay                   | 0                       |                       |       |               |                        |                        |  |           |           |
|  | Uruguay                   | 0                       | Chile                 | 2     |               |                        |                        |  |           |           |
|  | 25 tháng 6 – Temuco       |                         | Chile                 | 2     |               |                        |                        |  |           |           |
|  |                           |                         | Perú                  | 1     |               |                        |                        |  |           |           |
|  | Bolivia                   | 1                       | Perú                  | 1     |               |                        |                        |  |           |           |
|  | Bolivia                   | 1                       | 4 tháng 7 – Santiago  |       |               |                        |                        |  |           |           |
|  | Perú                      | 3                       |                       |       |               |                        |                        |  |           |           |
|  | Perú                      | 3                       | Chile                 | 0 (4) |               |                        |                        |  |           |           |
|  | 26 tháng 6 – Viña del Mar |                         | Chile                 | 0 (4) |               |                        |                        |  |           |           |
|  |                           | Argentina               | 0 (1)                 |       |               |                        |                        |  |           |           |
|  | Argentina (pen.)          | Argentina               | 0 (1)                 | 0 (5) |               |                        |                        |  |           |           |
|  | Argentina (pen.)          | 30 tháng 6 – Concepción |                       | 0 (5) |               |                        |                        |  |           |           |
|  | Colombia                  | 0 (4)                   |                       |       |               |                        |                        |  |           |           |
|  | Colombia                  | 0 (4)                   | Argentina             | 6     | Tranh hạng ba | Tranh hạng ba          |                        |  |           |           |
|  | 27 tháng 6 – Concepción   |                         | Argentina             | 6     | Tranh hạng ba | Tranh hạng ba          |                        |  |           |           |
|  |                           |                         | Paraguay              | 1     |               | 3 tháng 7 – Concepción | 3 tháng 7 – Concepción |  |           |           |
|  | Brasil                    | 1 (3)                   | Paraguay              | 1     |               | 3 tháng 7 – Concepción | 3 tháng 7 – Concepción |  |           |           |
|  | Brasil                    | 1 (3)                   |                       |       | Perú          | 2                      |                        |  |           |           |
|  | Paraguay (pen.)           | 1 (4)                   |                       |       | Perú          | 2                      |                        |  |           |           |
|  | Paraguay (pen.)           | 1 (4)                   | Paraguay              | 0     |               |                        |                        |  |           |           |
|  |                           |                         |                       | 0     |               |                        |                        |  |           |           |

### Tứ kết
| Chile    | 1–0      | Uruguay |
| -------- | -------- | ------- |
| Isla 81' | Chi tiết |         |

| Bolivia                    | 1–3      | Perú                   |
| -------------------------- | -------- | ---------------------- |
| Martins Moreno 84' (ph.đ.) | Chi tiết | Guerrero 20', 23', 74' |

| Argentina                                                | 0–0      | Colombia                                                            |
| -------------------------------------------------------- | -------- | ------------------------------------------------------------------- |
|                                                          | Chi tiết |                                                                     |
| Loạt sút luân lưu                                        |          |                                                                     |
| Messi · Garay · Banega · Lavezzi · Biglia · Rojo · Tevez | 5–4      | Rodríguez · Falcao · Cuadrado · Muriel · Cardona · Zúñiga · Murillo |

| Brasil                                                             | 1–1      | Paraguay                                                  |
| ------------------------------------------------------------------ | -------- | --------------------------------------------------------- |
| Robinho 15'                                                        | Chi tiết | González 72' (ph.đ.)                                      |
| Loạt sút luân lưu                                                  |          |                                                           |
| Fernandinho · Everton Ribeiro · Miranda · Douglas Costa · Coutinho | 3–4      | Martínez · V. Cáceres · Bobadilla · Santa Cruz · González |

### Bán kết
| Chile           | 2–1      | Perú             |
| --------------- | -------- | ---------------- |
| Vargas 42', 64' | Chi tiết | Medel 61' (l.n.) |

| Argentina                                                             | 6–1      | Paraguay    |
| --------------------------------------------------------------------- | -------- | ----------- |
| Rojo 15' · Pastore 27' · Di María 47', 53' · Agüero 80' · Higuaín 83' | Chi tiết | Barrios 43' |

### Tranh hạng ba
| Perú                        | 2–0      | Paraguay |
| --------------------------- | -------- | -------- |
| Carrillo 48' · Guerrero 89' | Chi tiết |          |

### Chung kết
| Chile                                  | 0–0 (s.h.p.) | Argentina                |
| -------------------------------------- | ------------ | ------------------------ |
|                                        | Chi tiết     |                          |
| Loạt sút luân lưu                      |              |                          |
| Fernández · Vidal · Aránguiz · Sánchez | 4–1          | Messi · Higuaín · Banega |

## Danh sách cầu thủ ghi bàn
4 bàn
- Eduardo Vargas
- Paolo Guerrero

3 bàn
- Sergio Agüero
- Arturo Vidal
- Lucas Barrios

2 bàn
- Ángel Di María
- Gonzalo Higuaín
- Marcelo Martins Moreno
- Charles Aránguiz
- Miler Bolaños
- Enner Valencia
- Raúl Jiménez
- Matías Vuoso

1 bàn
- Lionel Messi
- Javier Pastore
- Marcos Rojo
- Ronald Raldes
- Martin Smedberg-Dalence
- Douglas Costa
- Neymar
- Roberto Firmino
- Robinho
- Thiago Silva
- Mauricio Isla
- Gary Medel
- Alexis Sánchez
- Jeison Murillo
- Derlis González
- Édgar Benítez
- Nelson Haedo Valdez
- André Carrillo
- Christian Cueva
- Claudio Pizarro
- José Giménez
- Cristian Rodríguez
- Miku
- Salomón Rondón

phản lưới nhà
- Ronald Raldes (trận gặp Chile)
- Gary Medel (trận gặp Peru)

## Giải thưởng
- Cầu thủ xuất sắc nhất: Không trao thưởng, Messi là người thắng cuộc nhưng từ chối nhận giải thưởng.[16]
- Chiếc giày vàng:  Paolo Guerrero,  Eduardo Vargas
- Cầu thủ trẻ xuất sắc nhất:  Jeison Murillo
- Thủ môn xuất sắc nhất:  Claudio Bravo
- Đội đoạt giải phong cách:  Perú

## Đội hình tiêu biểu
| Thủ môn               | Hậu vệ                                                                    | Tiền vệ                                                                                        | Tiền đạo                                                              | Huấn luyện viên        |
| --------------------- | ------------------------------------------------------------------------- | ---------------------------------------------------------------------------------------------- | --------------------------------------------------------------------- | ---------------------- |
| Claudio Bravo (Chile) | Jeison Murillo (Colombia) Gary Medel (Chile) Nicolas Otamendi (Argentina) | Christian Cueva (Peru) Marcelo Diaz (Chile) Javier Mascherano (Argentina) Arturo Vidal (Chile) | Eduardo Vargas (Chile) Paolo Guerrero (Peru) Lionel Messi (Argentina) | Jorge Sampaoli (Chile) |

## Bảng xếp hạng giải đấu
| VT | Đội       | ST | T | H | B | BT | BB | HS | Đ  | Kết quả chung cuộc  |
| -- | --------- | -- | - | - | - | -- | -- | -- | -- | ------------------- |
| 1  | Chile (H) | 6  | 4 | 2 | 0 | 13 | 4  | +9 | 14 | Vô địch             |
| 2  | Argentina | 6  | 3 | 3 | 0 | 10 | 3  | +7 | 12 | Á quân              |
| 3  | Perú      | 6  | 3 | 1 | 2 | 8  | 5  | +3 | 10 | Hạng ba             |
| 4  | Paraguay  | 6  | 1 | 3 | 2 | 6  | 12 | −6 | 6  | Hạng tư             |
|    |           |    |   |   |   |    |    |    |    |                     |
| 5  | Brasil    | 4  | 2 | 1 | 1 | 5  | 4  | +1 | 7  | Bị loại ở tứ kết    |
| 6  | Colombia  | 4  | 1 | 2 | 1 | 1  | 1  | 0  | 5  | Bị loại ở tứ kết    |
| 7  | Uruguay   | 4  | 1 | 1 | 2 | 2  | 3  | −1 | 4  | Bị loại ở tứ kết    |
| 8  | Bolivia   | 4  | 1 | 1 | 2 | 4  | 10 | −6 | 4  | Bị loại ở tứ kết    |
|    |           |    |   |   |   |    |    |    |    |                     |
| 9  | Venezuela | 3  | 1 | 0 | 2 | 2  | 3  | −1 | 3  | Bị loại ở vòng bảng |
| 10 | Ecuador   | 3  | 1 | 0 | 2 | 4  | 6  | −2 | 3  | Bị loại ở vòng bảng |
| 11 | México    | 3  | 0 | 2 | 1 | 4  | 5  | −1 | 2  | Bị loại ở vòng bảng |
| 12 | Jamaica   | 3  | 0 | 0 | 3 | 0  | 3  | −3 | 0  | Bị loại ở vòng bảng |

## Các đài truyền thông
| Quốc gia                                             | Đài truyền thông                      | Ghi chú                                     |
| ---------------------------------------------------- | ------------------------------------- | ------------------------------------------- |
| Toàn cầu                                             | Xbox Live, YouTube                    |                                             |
| Mỹ Latinh                                            | DirecTV Sports, ESPN                  |                                             |
| Argentina                                            | TyC Sports, TV Pública                |                                             |
| Bolivia                                              | Bolivia TV, Cotas Cable TV, Tigo Star |                                             |
| Brazil                                               | Rede Globo, SporTV                    |                                             |
| Canada                                               | beIN Sports Canada, Radio-Canada      | Radio Radio One.                            |
| Chile                                                | Canal 13 và TVN                       |                                             |
| Trung Quốc                                           | LeTV                                  |                                             |
| Colombia                                             | Caracol Televisión                    |                                             |
| Croatia                                              | Arenasport                            |                                             |
| Ecuador                                              | Gama TV và TC Televisión              |                                             |
| Pháp                                                 | BeIN Sports                           |                                             |
| Hy Lạp                                               | Skai TV                               |                                             |
| [[Tập tin:\|23x15px\|border \|alt=\|link=]] Honduras | R-Media, Canal 11 (Honduras)          |                                             |
| Israel                                               | Sport 5                               |                                             |
| Iran                                                 | IRIB 3 - IRIB Varzesh - IRIB HD       |                                             |
| Indonesia                                            | Kompas TV                             |                                             |
| Italy                                                | Gazzetta TV                           |                                             |
| Jamaica                                              | CVM TV, Sportsmax                     |                                             |
| Nhật Bản                                             | NHK                                   |                                             |
| Kosovo                                               | RTK                                   |                                             |
| Hà Lan                                               | Sport 1                               |                                             |
| Malaysia                                             | Media Prima                           |                                             |
| Mexico                                               | Televisa, TV Azteca                   |                                             |
| Paraguay                                             | Tigo Sports và Telefuturo             |                                             |
| Peru                                                 | América Televisión                    | Radio Du Pont's Radio và RPP.               |
| Philippines                                          | ABS-CBN Corporation                   |                                             |
| Ba Lan                                               | TVP                                   |                                             |
| Bồ Đào Nha                                           | TVI                                   |                                             |
| Tây Ban Nha                                          | Canal+ Liga                           |                                             |
| Thái Lan                                             | Channel 3                             |                                             |
| Hoa Kỳ                                               | beIN Sports                           | Radio Futbol de Primera.                    |
| Uruguay                                              | Channel 10, Teledoce                  |                                             |
| Venezuela                                            | Venevisión, DirecTV Sports            |                                             |
| Việt Nam                                             | SCTV, BTV, VTVCab                     | SCTV15,BTV5, Bóng đá TV, Thể thao TV, YanTV |
| Ấn Độ                                                | MSM                                   |                                             |
| Đài Loan                                             | China Television                      |                                             |
| Singapore                                            | StarHub TV                            |                                             |
| Serbia                                               | Arena Sport                           |                                             |
| Bosnia và Herzegovina                                | Arena Sport                           |                                             |
| Montenegro                                           | Arena Sport                           |                                             |
| Macedonia                                            | Arena Sport                           |                                             |
| Romania                                              | Digi Sport                            |                                             |
| Slovenia                                             | Šport TV (Slovenia)                   |                                             |
| Anh                                                  | Premier Sports                        |                                             |
| Ireland                                              | Setanta Sports                        |                                             |
| Ả rập                                                | beIN Sports Arabia                    |                                             |
| Thổ Nhĩ Kỳ                                           | Tivibuspor                            |                                             |

## Marketing

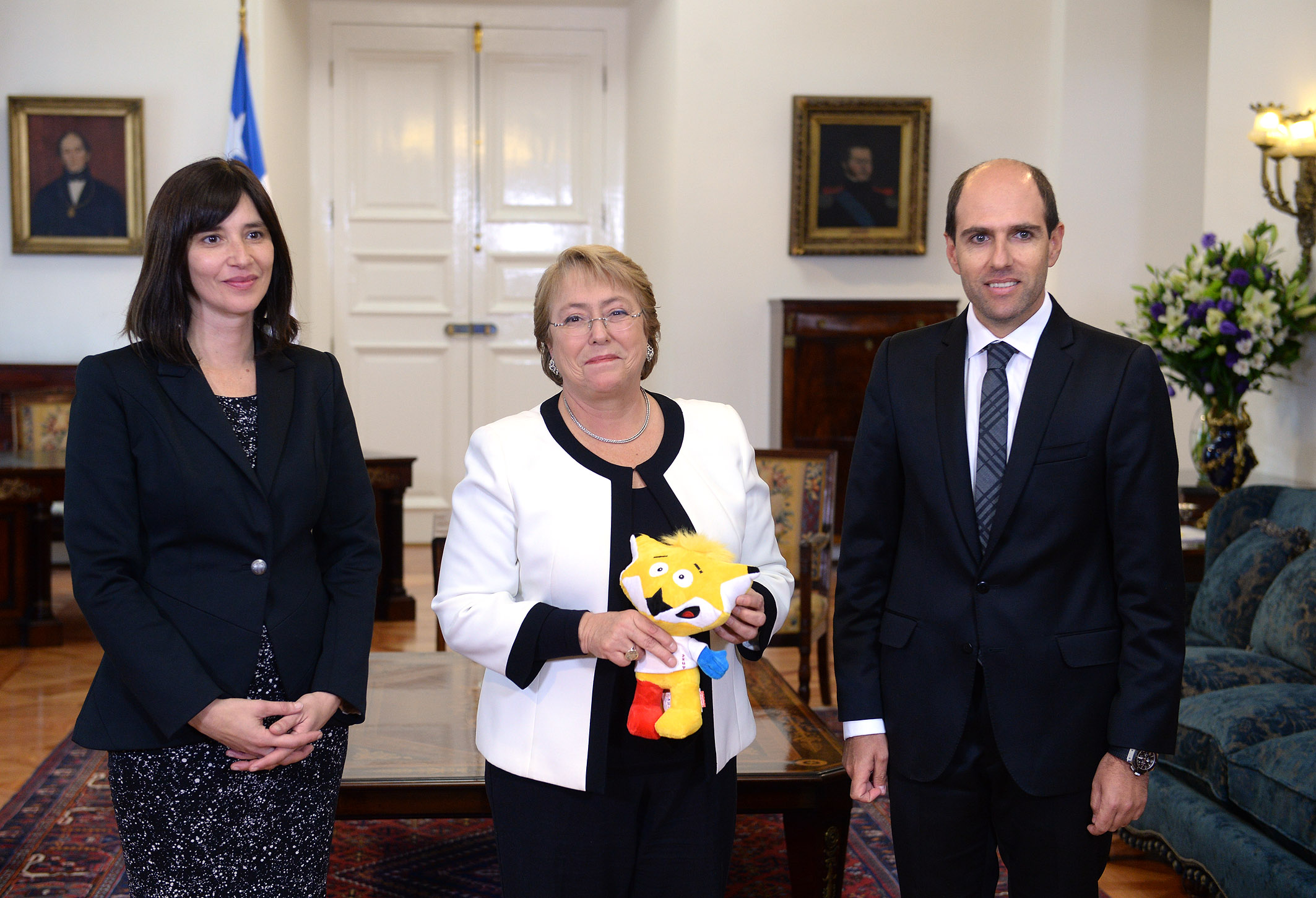
Tổng thống Chile Michelle Bachelet với Zincha, linh vật của cúp bóng đá Nam Mỹ 2015.

### Bóng thi đấu chính thức
Bóng thi đấu của giải đấu này có tên là Nike Cachaña, được tiền vệ Arturo Vidal giới thiệu vào ngày 16 tháng 11 năm 2014.

### Linh vật
Linh vật của giải đấu này là hai con cáo được ra mắt vào ngày 17 tháng 11 năm 2014, chúng có tên là "Andi" và "Kul".

### Bài hát chính thức
"Al Sur del Mundo" của nhóm nhạc Chile La Noche de Brujas là ca khúc chính thức của giải đấu. Bài hát sẽ được trình diễn trong lễ khai mạc vào ngày 11/06. Đây là một ca khúc thể hiện được văn hóa của cả 12 nước tham dự.